# Dagur B. Eggertsson
Dagur Bergþóruson Eggertsson (ur. 19 czerwca 1972 w Oslo) – islandzki polityk i samorządowiec, burmistrz Reykjavíku w latach 2007–2008 i 2014–2024, poseł do Althingu.

## Życiorys
W 1992 zdał egzamin maturalny w Menntaskólinn í Reykjavík. W 1999 ukończył medycynę na Uniwersytecie Islandzkim. W 2005 uzyskał magisterium z praw człowieka i prawa międzynarodowego na Uniwersytecie w Lund. W latach 90. był przewodniczącym rady studentów na macierzystej uczelni, dyrektorem funduszu studenckiego i reporterem w stacji radiowej Rás 1. Później praktykował w zawodzie lekarza.
Zaangażował się w działalność polityczną w ramach Sojuszu, był wiceprzewodniczącym tego ugrupowania. Od 2002 zasiadał w radzie miejskiej Reykjavíku. W latach 2004–2006 kierował miejską radą planowania. Od października 2007 do stycznia 2008 zajmował stanowisko burmistrza islandzkiej stolicy. W latach 2010–2014 i 2024–2025 był przewodniczącym rady miejskiej. Od czerwca 2014 do stycznia 2024 ponownie sprawował urząd burmistrza Reykjavíku.
W wyborach w 2024 uzyskał mandat deputowanego do Althingu.